# Calliphora salivaga
Calliphora salivaga este o specie de muște din genul Calliphora, familia Calliphoridae, descrisă de Mario Bezzi în anul 1927.
Este endemică în Fiji. Conform Catalogue of Life specia Calliphora salivaga nu are subspecii cunoscute.